# TV Petrovec
TV Petrovec je vojvođanska televizija, koja je započela s emitiranjem programa 16. studenoga 1997. iz Bačkog Petrovca.

## Emitiranje
TV Petrovec je osnovana s ciljem prezentacije djelatnosti osnivača, AD Petrovec, kao i ukupnog privrednog, društvenog i kulturnog života Slovaka i njihovih težnji za očuvanjem vlastitog identiteta na prostorima Vojvodine.
S emitiranjem je počela 16. studenog 1997. Od tada, svoj autorski program emitira na slovačkom jeziku, svakodnevno od 18:00 do 2:00 h na kanalu 55. Obuhvaća informacije iz većine slovačkih sredina u Vojvodini, u centralnoj informativnoj emisiji Zvon: gospodarske teme, društveno – političke događaje, teme iz zdravstva, školstva, kulturne i sportske događaje.
Osim toga u posebnim terminima posvećuje pažnju političkim temama. Redovito nedjeljom, gledatelji mogu pratiti emisiju kolažnog tipa Nedeľa s vami (Nedjelja s vama). Sljedeće emisije su: Hit dana, Molja, Klenoty, Citáty a osim toga i reklamni dio.